# Спірос Васіліу
Спірос Васіліу (грец. Σπύρος Βασιλείου, 1903, Галаксіді, Фокіда — 1985) — грецький художник, гравер, ілюстратор і театральний художник. Він став широко відомими в 1930-х роках, коли отримав Приз Бенакі від Афінської академії, лауреат премії Гуггенхайма (1960). Автор понад 6 тисяч робіт; один з перших грецьких художників поп-арту.

## Творча біографія

### Живопис
Спірос Васіліу народився 1903 року в місті Галаксіді, Фокіда. Мер міста зібрав кошти, аби 1921 року відправити Спіроса навчатися в Афінській школі витончених мистецтв. Першим вчителем Васіліу став Александрос Калудіс (1921—1923), згодом він навчався у Нікіфороса Літраса. 1929 року відбулася перша персональна виставка Спіроса Васіліу, а вже 1930 року він здобув Приз Бенакі за проект церкви святого Діонісія в афінському районі Колонакі.
В цей час Спірос Васіліу став також одним із засновників мистецької групи «Техні» і «Статмі». Він представляв Грецію на Венеціанському бієнале 1934 і 1964 року, провів виставки в Александрії 1957 року, взяв участь у Дворічнику мистецтва Сан-Паулу 1959 року. Між тим 1955 року він розробив і виконав розпис православної церкви святого Костянтина в Детройті. 1960 року його автобіографічна робота «Світло і тіні» була виставлена в Музеї Гуггенхайма в Нью-Йорку. В 1975 і 1983 році його роботи були представлені в ретроспективній виставці Національної художньої галереї.

#### Художня манера Васіліу
Спірос Васіліу — визнаний майстер перетворення сучасного міського середовища, він часто зображував на своїх полотнах незграбне розростання сучасного міста, яке оточило його будинок в Афінах біля підніжжя Афінського акрополя і Парфенона. Його художня манера поєднала в собі монохромне тло і неортодоксальне позиціювання об'єктів. Він віддавав належне візантійському іконопису, розміщуючи символи повсякденного грецького на золотому тлі або на тлі морської блакиті дуже подібно до релігійних символів, які супроводжуються золотом у релігійному мистецтві. Олійними та акварельними фарбами Спірос Васіліу писав природні і міські простори, портрети, натюрморти, сцени повсякденного життя, поєднуючи селективних елементи кубізму та імпресіонізму.

### Інші види мистецтва
Впродовж багатьох років Васіліу вивчав театр. Ще 1927 року він розробив декорації і костюми для сценічної постановки. Він також працював у кіно. Серед відомих проектів адаптації Евріпіда Міхаліса Какоянніса (1962) та «Електра» у головній ролі із Ірині Паппа та Маносом Катракісом, близьким другом Васіліу.
В роки німецької окупації Греції (1941—1945), коли живопис дещо втратив свою актуальність, Спірос Васіліу звернувся до гравюри та ксилографії. Такі роботи, як «Поховання Палами» і «Скорботні калавритці» (1943) стали відомими у Греції символами свободи. Його творчість у ці роки також включає ілюстрації і підпільні видання трьох томів рукописів, а також гравюри на для журналів.

## Ательє Спіроса Васіліу
Будинок і студія Спіроса Васіліу відкриті для публіки як музей у червні 2004 року за сприяння Міністерства культури Греції. Музей представляє творчий доробок одного з найвідоміших митців сучасного грецького мистецтва, показуючи велику кількість його робіт — картини і театральні проекти, а також будинок, в якому жив художник. Музей розташований в кварталі від стародавнього Одеону Ірода Аттика та Афінського акрополя.